# Герб на Индонезия
Гербът на Индонезия, наричан още Гаруда Панчасила, е приет за държавен символ на страната на 11 февруари 1950 г.
Представлява изображение на митичния златен орел Гаруда, който е почитан и в хиндуизма, и в будизма. На гърдите на орела има щит, в който са изобразени пет елемента, представляващи петте стълба на индонезийската държавна философия Панкасила. В ноктите си Гаруда държи свитък, на който е изписан националният девиз на Индонезия Bhinneka Tunggal lka, което от древен явански език се превежда като „Единство в многообразието“.
Освен в герба на Индонезия, Гаруда е изобразен и в герба на Тайланд. В индонезийския герб изображението е натоварено с допълнителна символика: перата на орела са оформени така, че да внушават връзка с датата 17 август 1945 г., която е официално приета за Ден на независимостта на Индонезия. Всяко от крилата на Гаруда има по 17 пера, 8 на опашни пера (8 заради август, осмия месец в годината), 19 са перата в основата на опашката (под щита) и 45 перца на гърлото на птицата.
|  | Тази страница частично или изцяло представлява превод на страницата Coat of arms of Indonesia в Уикипедия на английски. Оригиналният текст, както и този превод, са защитени от Лиценза „Криейтив Комънс – Признание – Споделяне на споделеното“, а за съдържание, създадено преди юни 2009 година – от Лиценза за свободна документация на ГНУ. Прегледайте историята на редакциите на оригиналната страница, както и на преводната страница, за да видите списъка на съавторите. ВАЖНО: Този шаблон се отнася единствено до авторските права върху съдържанието на статията. Добавянето му не отменя изискването да се посочват конкретни източници на твърденията, които да бъдат благонадеждни. |